# Todo Poderoso: o Filme - 100 Anos de Timão
Todo Poderoso: o Filme — 100 Anos de Timão, é um documentário de longa-metragem, lançado em 2010, dirigido por André Garolli e Ricardo Aidar, que também escreveu o roteiro juntamente com Celso Unzelte. O longa é comemorativo do centenário do Sport Club Corinthians Paulista.

## Sinopse
Com uma vasto material de imagens da época - muitas delas raras - o filme conta a história do Sport Club Corinthians Paulista, desde a sua fundação por cinco operários, em 1910, até a conquista de grandes títulos no tais como o Campeonato Mundial de Clubes da FIFA de 2000 e o Campeonato Paulista de 1977, e de momentos inesquecíveis como a Invasão corintiana, em 1976. O filme conta com vários depoimentos de jogadores e ex-jogadores, tais como Neco, Amílcar Barbuy, Zé Maria, Palhinha, Sócrates, Biro-Biro, Neto, Marcelinho Carioca; personalidades como dirigentes, jornalistas e, surpreendemente, de adversários tais como Pelé, Ademir da Guia e Raí.